# NGC 7524
NGC 7524 ist eine linsenförmige Galaxie vom Hubble-Typ S0-a im Sternbild Fische auf der Ekliptik. Sie ist schätzungsweise 318 Millionen Lichtjahre von der Milchstraße entfernt.
Das Objekt wurde am 18. November 1864 vom deutschen Astronomen Albert Marth entdeckt.